# Ana, contesă de Noailles
Anna de Noailles (nume de fată Ana Elisabeta Brâncoveanu, n. 15 noiembrie 1876, Paris, Île-de-France, Franța – d. 30 aprilie 1933, Paris, Île-de-France, Franța) a fost o scriitoare și poetă franceză de origine română, vedetă a saloanelor mondene din Paris la începutul secolului al XX-lea.

## Biografie
Ana Elisabeta Brâncoveanu  (sau Brancovan, după grafia franceză) s-a născut în familia boierească Brâncoveanu, dintr-o mamă de origine greacă, Raluca Moussourus (sau Rachel Musurus), căsătorită cu Grigore Brâncoveanu (n. 1827 – d. 1886). A învățat să scrie și să citească în casa părintească.A copilărit în casa părinilor, pe care tatăl a numit-o la începuturi, «Vila Bssaraba». Amplasată în peisajul mirific al lacului Leman, clădirea fusese înălțată pe un teren ce aparținuse cândva unui oarecare Walewski, care nu era altul decât rodul dragostei dintre Napoleon și contesa Walewska. Mama ei era fiica lui Musuruș-pașa, ambasador al Turciei la Londra în anii 1850 și a  Anei Vogoride. Raluca Musuruș a fost o cunoscută muziciană, idolul compozitorului polonez Ignacy Paderewski. Grigore Brâncoveanu și mama lui, Zoe Mavrocordat, fuseseră adoptați de către marele ban Grigore Brâncoveanu, ultimul descendent pe linie masculină al voievodului Constantin Brâncoveanu.
Ana Brâncoveanu s-a căsătorit cu contele  Mathieu Ferdinand Frederic Pascal de Noailles (1873-1942)  la 18 august  1897., căsătoria fiind celebrată la vila Bessaraba din Amphion, în apropiere de Evian, pe țărmul sudic al lacului Léman. Soții Mathieu de Noailles și Anna de Noailles au avut un singur copil, un fiu, Anne-Jules de Noailles (1900-1979) care a avut titlul nobiliar de conte. Acesta din urmă s-a căsătorit în anul 1925 cu Hélène de Wendel , fiica marelui industriaș și deputat Guy de Wendel și a Elenei Argyropoulo, a cărei mamă era născută Sutzu, din ramura greacă a acestei familii.
După circa un secol Anna de Noailles este mai celebră pentru rolul ei de femeie de societate și aristocrată, de prietenă a unor literați celebri, decât pentru poemele sale de influență parnasiană. Debutul său poetic s-a produs în 1899, iar la scurt timp a publicat un volum antologic, în 1901, „Le Cœur innombrable” care a avut un succes remarcabil. A fost aleasă imediat membră a prestigioasei Académie Royale Belge de Langue et de Littérature Françaises. Academia Franceză i-a acordat marele premiu pentru literatură. A fost prima femeie comandor al Legiunii de Onoare. Anna de  Noailles era vara prinților Emanuel și Anton Bibescu, prieteni intimi ai lui Marcel Proust și se înrudea cu toți aristocrații care au avut reședința la Paris. Corespondența sa inedită cu Maurice Barrès a fost publicată în 1986. A fost admirată de Jean Cocteau și i-a fost prezentată lui Pierre Loti, un alt mare scriitor francez și prieten personal al reginei Maria și al României. Caracterizări ale literaturii contesei Anna de Noailles au făcut scriitorul Robert de Montesquiou - rudă prin  alianță - și sociologul român Dumitru Drăghicescu, autorul ulterior al cărții "Psihologia poporului român". Contele Robert de Montesquiou  (1855-1921), colecționar de artă, a fost unul dintre exponenții cei mai cunoscuți ai dandismului, estetismului și decadentismului, al prețiozității stilistice, critic literar de temut.  Montesquiou scria despre Anna de Noailles: "Oare căror atavisme se datorește faptul că, odată cu această nouă muză, au înflorit din nou trandafirii și garoafele vechilor poeți persani...este ceva care revine după multe veacuri, din rădăcini adânci". Dumitru Drăghicescu făcea următoarea apreciere: "Mentalitatea contesei este cu totul franceză. Ea a respirat din plin atmosfera intelectuală și artistică a Parisului. Educația ei literară s-a făcut în acel cerc de intelectuali care se inspiră cel puțin în aceeași măsură de emoțiile cerebrale ca și din viața fizică concretă, de emoțiile simțurilor...Marele secret pe care îl posedă doamna de Noailles, secret care este atât de rar, este de a surprinde și mira cititorul prin combinații de cuvinte cu totul neașteptate, dar care nu sunt deloc bizare. Acesta este puternicul talent, secretul doamnei de Noailles..."Anna de Noailles  și-a construit o viziune poetică originală, găsind o sursă de inspirație în păgânismul grec și în gândirea radicală a lui Nietzsche. Opera sa poetică dezvoltă într-o manieră foarte personală marile teme ale dragostei, naturii și morții.
Salonul Anei de Noailles, de pe Avenue Hoche a atras ca un magnet pe unii din cei mai mari scriitori francezi Parisului secolului XX: Pierre Loti, Francis Jammes, André Gide, Frederic  Mistral, Colette, Paul Valéry, Jean Cocteau, François Mauriac, frații Daudet, Robert de Montesquiou, Paul Hervieu, Paul Claudel, Max Jacob. Prietenia dintre Marcel Proust și Anna de Noailles s-a închegat în 1899, la Amphion, când scriitorul petrecuse vara nu departe de Villa Brancovan. Un cercetător al operei lui Proust va scrie despre „Prietenia parfumată ca un șerbet de trandafir între cei doi orientali, Ana și Proust, asemănători sufletește nu numai prin inteligență, dar și prin cruzimea lor ascunsă, mascată la ea printr-o conversație supratensionată și sclipitoare, la el prin analiza clinică și psihologică a celor mai nemărturisite pasiuni”. Prin „orientali”, autorul se referă la originea greco-română a contesei și la faptul că mama lui Proust era evreică. 

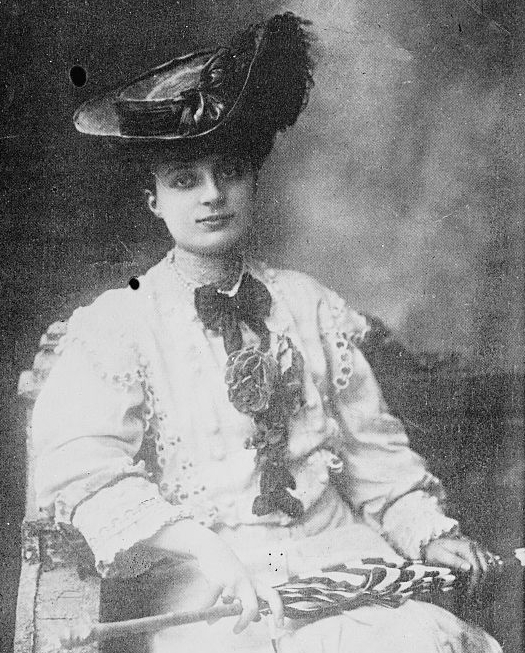
Anna de Noailles

După Primul Război Mondial societatea și gusturile literare se modifică și Anna de Noailles se trezește că scena literară este ocupată de Dadaism și Tristan Tzara și de avangarda suprarealistă a lui André Breton.
Deși era prietena personală a lui Colette, Anna de Noailles rămâne o reprezentantă a ceea ce criticii francezi numesc la Belle Époque literară. Opera ei a fost comparată cu cea a unor Swinburne și d’Annunzio, iar textele ei au fost considerate ca fiind „Dionysiac-extatice, senzuale, erotice, jucăușe, câteodată violente și mereu marcate de un tragic curent subteran”. Se spune că Joseph Reinach i-ar fi spus:
Madam', în Franța sunt numai trei miracole – Jeanne d’Arc, râul Marne și dumneavostră.
Nicolae Iorga o considera „cel mai mare poet francez, care era dinspre partea tatălui o Româncă” și vorbea de faptul că și-a câștigat „un loc unic”, în ”literatura franceză, în a lumii întregi.
Anna de Noailles a fost modelul personajului  contesei Gaspard de Reveillon din romanul lui Proust „Jean Santeuil”, și s-a considerat pe sine însăși cea mai mare poetă franceză și regină literară neîncoronată a Franței.
La insistențele lui Iorga, Anna de Noailles devine la data de 25 iunie 1925 prima femeie admisă în Academia Română, ca membru de onoare.
A murit în anul 1933, în apartamentul său din Rue Scheffer, Paris. La slujba sa de înmormântare ținută la Biserica ortodoxă din Paris au participat cei mai importanți politicieni și literați ai epocii sale. „Istoria literaturii române de la origini până în prezent” a lui G. Călinescu o descrie doar ca fiind „lipsită de loialitate față de rădăcinile sale românești”. Pe măsură ce poeta Ana de Noailles revine în atenția culturii franceze ea va fi probabil redescoperită și în țara natală.
În porțiunea de nord-est a cimitirului Père-Lachaise din Paris se găsește cavoul familiei Bibescu (no. 6), în care sunt înmormântate Anna de Noailles și Martha Bibescu. Inima contesei Anna de Noailles se odihnește în urna plasată în centrul templului din parcul aflat în vechiul domeniu din Amphion-les-Bains.

## Operă literară

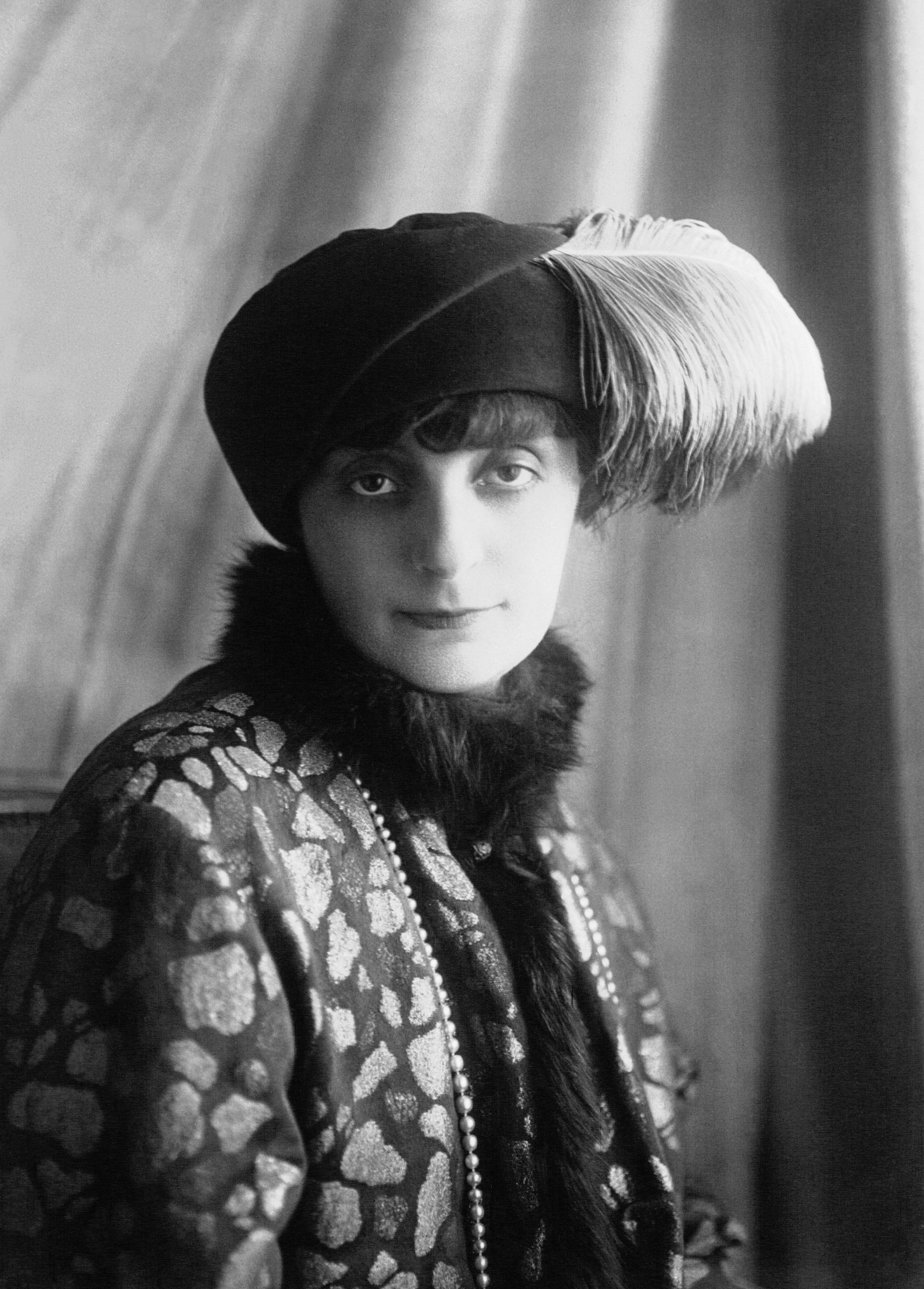
Anna de Noailles, 1922

- Anna de Noailles, Le Coeur innombrable, Paris, Calmann-Lévy, 1901. (Inima fără egal), volum de poezii premiat de Academia Franceză
- Anna de Noailles, L'Ombre des jours, Paris: Calmann-Lévy, 1902. (Umbra zilelor)
- Anna de Noailles, Les Éblouissements. Paris: Calmann-Lévy, 1907.
- Anna de Noailles, Les Vivants et les Morts. Paris: Fayard, 1913. (Vii și morții).[29]
- Anna de Noailles, Les Forces éternelles. Paris: Fayard, 1920. (Forțele eterne)
- Anna de Noailles, Poème de l'amour. Paris: Arthème Fayard & Cie., 1924. (Poeme de amor)
- Anna de Noailles, L'Honneur de souffrir. Roman.  Paris: Bernard Grasset, 1927. (Onoarea suferinței)
- Anna de Noailles, Exactitudes, Paris: Bernard Grasset, 1930. (Exactități)
- Anna de Noailles, Derniers Vers et Poèmes d'enfance, Paris: Bernard Grasset, 1934. (Ultimele versuri și poeme din copilărie)
- Anna Brâncoveanu de Noailles, Cartea vieții mele (titlul original: Le Livre de ma vie, Hachette, 1932.